# Oshkosh
Oshkosh o Grizzly Bear o Mahkeemeeteuv (Oli d'Ós) (1795-1858) fou un cabdill menominee que havia ajudat Tecumseh en la Guerra del 1812. Fou escollit cap dels menominee a la mort de Tomah, potser el 1830, i el 1831 i 1832 va rebre George Catlin i va fer tractats amb els indis de Nova York que havien estat esplaçats cap a Wisconsin (com els oneida). El 1821 també va signar diversos tractats, tot venent terra de Wisconsin als nord-americans.